# Sainte-Croix (Saône-et-Loire)
Sainte-Croix egy település Franciaországban, Saône-et-Loire megyében. Lakosainak száma 657 fő (2022. január 1.). Sainte-Croix Bruailles, La Chapelle-Naude, Frontenaud, Montpont-en-Bresse és Varennes-Saint-Sauveur községekkel határos.

## Népesség
A település népessége az elmúlt években az alábbi módon változott:
| Lakosok száma | 623  | 632  | 651  | 635  | 630  | 629  | 638  | 648  | 657  |
|               | 2013 | 2015 | 2016 | 2017 | 2018 | 2019 | 2020 | 2021 | 2022 |